# La voie lactée
La voie lactée é um filme franco-italiano de 1969, do gênero comédia dramática, dirigido por Luis Buñuel.

## Sinopse
O filme, trata da peregrinação de dois homens a Santiago de Compostela. Um estranho confia-lhes a missão de engravidar uma prostituta. A fantasia religiosa prossegue com um padre louco, orgias místicas, um duelo teológico entre um jesuíta em um jansenista, e a repetição de muitos milagres bíblicos em meio à compreensão dos seis dogmas ou mistérios do catolicismo: a eucaristia, a natureza de Cristo, a Santíssima Trindade, a origem do mal, a Imaculada Conceição e o livre-arbítrio.

## Elenco
- Paul Frankeur .... Pierre
- Laurent Terzieff .... Jean
- Alain Cuny
- Edith Scob .... Virgem Maria
- Bernard Verley .... Jesus
- Michel Piccoli .... Marquês de Sade